# یوانا روتارو
یوانا روتارو (انگلیسی: Ioana Rotaru؛ زادهٔ ۴ ژانویهٔ ۱۹۸۴) قایقران روئینگ اهل رومانی است.